# Lovemore N'dou
Pour les articles homonymes, voir Lovemore.
Lovemore N'dou est un boxeur sud-africain naturalisé australien né le 16 août 1971 dans le Transvaal.

## Carrière
Passé professionnel en 1993, il remporte le titre vacant de champion du monde des super-légers IBF le 12 février 2007 en battant à la 11e reprise Naoufel Ben Rabeh. N'Dou est en revanche battu dès le combat suivant par l'américain Paul Malignaggi le 16 juin 2007.